# Dolichothele diamantinensis
Dolichothele diamantinensis (Syn.: Oligoxystre diamantinensis) Spinnenart aus der Gattung Dolichothele innerhalb der Familie der Vogelspinnen (Theraphosidae). Sie wurde erst 2009 in der Nähe der Stadt Diamantina in Minas Gerais, Brasilien entdeckt und nach dieser Stadt benannt. Möglicherweise kommt sie in dieser Gegend endemisch vor. Sie ähnelt in ihrer Färbung der häufig in Terrarien gehaltenen Vogelspinnenart Chromatopelma cyaneopubescens.

## Merkmale

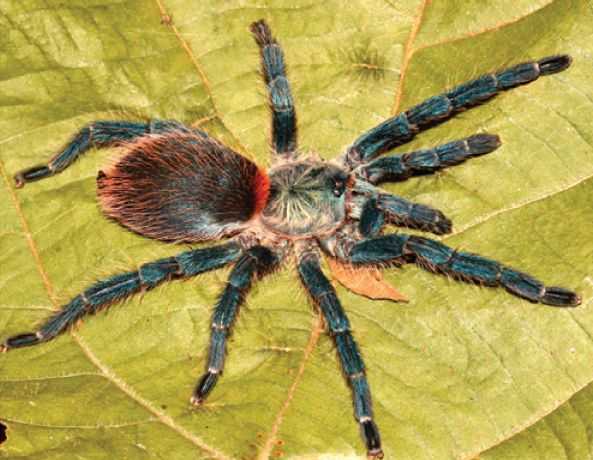
Dolichothele diamantinensis, Weibchen (Paratyp)

Die Tiere haben eine blaue Grundfärbung und besitzen auf dem Carapax, auf den Beißklauen, auf dem Opisthosoma und auf der Ober- wie Unterseite der Beine metallisch blaue Borsten. Auf dem Opisthosoma befinden sich längere rote Haare. Die blaue Färbung blieb auch bei Exemplaren erhalten, die zu wissenschaftlichen Zwecken in Alkohol eingelegt wurden. Dies weist auf eine strukturelle und nicht bloß eine pigmentierte Färbung hin, die sonst in Alkohol ausbleichen würde.
Im Vergleich zu anderen Vogelspinnenarten handelt es sich bei Dolichothele diamantinensis um mittelgroße Vogelspinnen. Das Männchen (Holotyp) ist von den Beißklauen bis zu den Spinnwarzen 2,55 Zentimeter lang. Das Opisthosoma hat eine Länge von 1,12 Zentimetern. Die Laufbeine sind zwischen 3,0 und 3,8 Zentimeter lang. Das Weibchen (Paratyp) ist ein wenig größer und hat eine Gesamtlänge von 3,76 Zentimeter, wovon 1,98 Zentimeter bereits das Opisthosoma ausmachen. Die Länge der Laufbeine des Weibchens variiert zwischen 2,5 und 3,3 Zentimeter.

## Verbreitung
Die Typusexemplare wurden im Gebiet des Campo Rupestre in Diamantina, Minas Gerais gefunden. Es handelt sich um ein tropisches Gebiet in einer Höhe von 900 Meter über Meer. Das Gelände ist felsig und mit diversen Aufschlüssen durchzogen. Dazwischen wachsen verschiedene niedrige Kräuter und Gräser und vereinzelt kleinere Bäume. Die Vegetation setzt sich aus Korbblütlern, Schwarzmundgewächsen, Süßgräsern, Sauergrasgewächsen, Kakteen, Hülsenfrüchtlern, Heidekrautgewächsen, Velloziaceae, Eriocaulaceae und Xyridaceae zusammen.
In den Wintermonaten Juni und Juli herrscht eine durchschnittliche Temperatur von 18 °C bis 20 °C mit minimal 4 °C. Von Juni bis August herrscht eine Trockenperiode mit sehr selten und sehr geringem Niederschlag. Die relative Luftfeuchtigkeit fällt in dieser Zeit bis auf 72 %. Die zweite Jahreshälfte von März bis November ist dagegen regnerisch mit einer durchschnittlichen Regenmenge bis 223 mm. In den Sommermonaten Dezember und Januar steigt die Temperatur bis 35 °C und die relative Luftfeuchtigkeit erreicht 90 %.